# 小行星6216
小行星6216（英語：6216 San Jose）是一颗围绕太阳公转的小行星。1975年9月30日，舒爾特·巴斯在帕洛马山发现了此天体。
这颗小行星的绝对星等为28.18670等。